# Micropsectra zernyi
Micropsectra zernyi är en tvåvingeart som beskrevs av Marcuzzi 1950. Micropsectra zernyi ingår i släktet Micropsectra och familjen fjädermyggor.
Artens utbredningsområde är Algeriet. Inga underarter finns listade i Catalogue of Life.